# Пунш з паленого цукру (фільм)
«Пунш з паленого цукру» (нім. Die Feuerzangenbowle) — німецький фільм-комедія 1944 року режисера Гельмута Вайса, знятий за повістю Генріха Шперля.

## Сюжет
Ганс Пфайффер (Гайнц Рюман), молодий, але відомий і популярний письменник, п'є з друзями пунш з паленим цукром. Вони розмовляють про дні, проведені у шкільні роки і дізнаються, що Ганс ніколи не ходив до школи — його навчали лише приватні учителі. Вважаючи, що Ганс пропустив важливу частину свого життя, друзі вирішують заслати його на пару тижнів до школи, щоб він зміг зробити речі, яких ніколи не робив до цього.

## В ролях
| Актор/акторка  |   | Роль                     |
| -------------- | - | ------------------------ |
| Гайнц Рюман    | • | доктор Йоганнес Пфайффер |
| Карін Гімбольд | • | Єва Кнауер               |
| Хільда Зессак  | • | Маріон                   |
| Еріх Понто     | • | професор Грей            |
| Пауль Генкельс | • | професор Бьоммель        |
| Ганс Ріхтер    | • | Розен                    |
| Ганс Лайбельт  | • | директор гімназії Кнауер |

## Факти
Після війни у ФРН фільм було покладено «на полицю» і лише 26 грудня 1969 року його показали на телеканалі ZDF. Рейтинг стрічки досяг 53% (20 мільйонів глядачів).